# Liten cymbalblomma
Liten cymbalblomma (Nolana humifusa) är en potatisväxtart som först beskrevs av Antoine Gouan, och fick sitt nu gällande namn av Ivan Murray Johnston. Liten cymbalblomma ingår i släktet cymbalblommor, och familjen potatisväxter. Arten har ej påträffats i Sverige.

## Bildgalleri

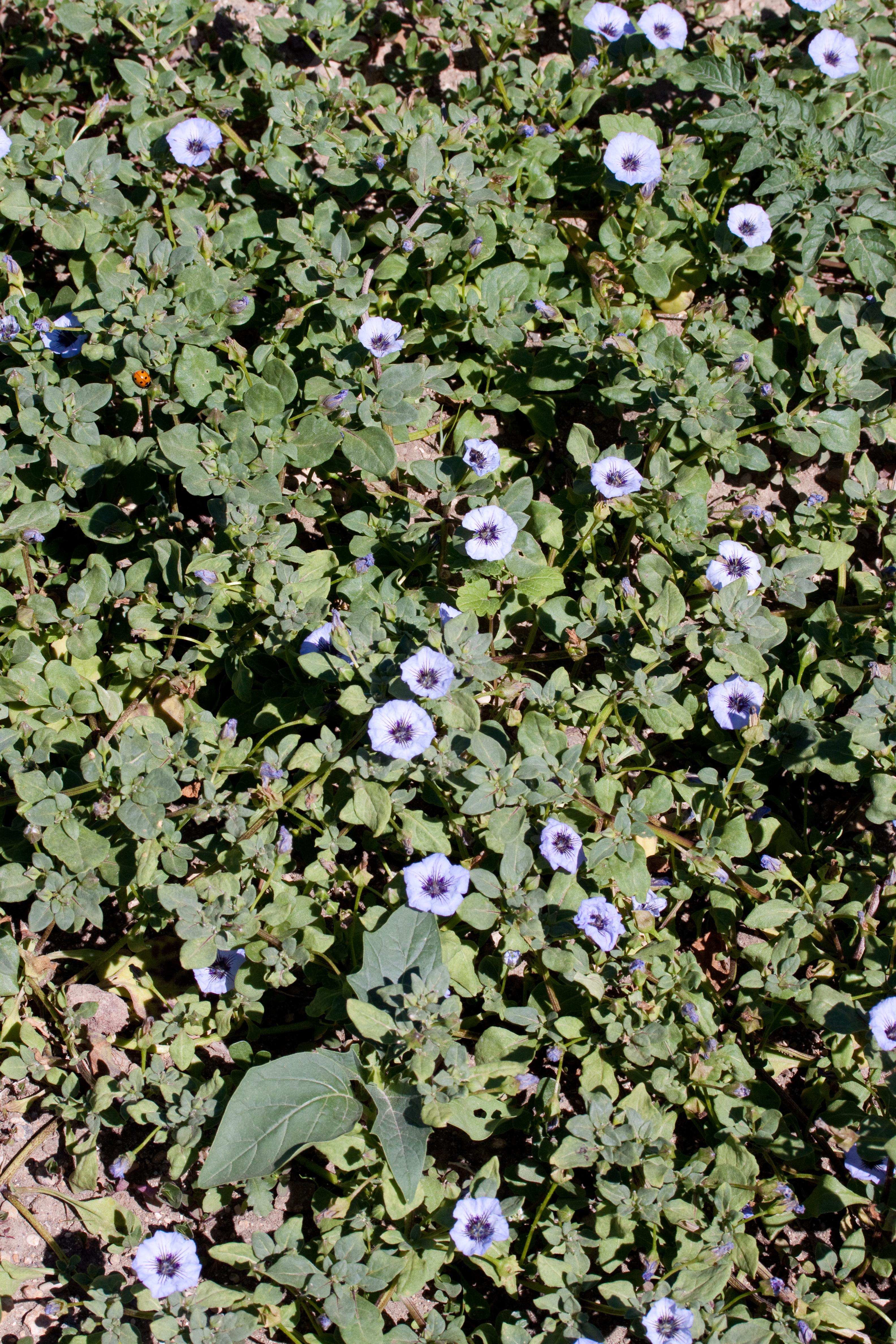
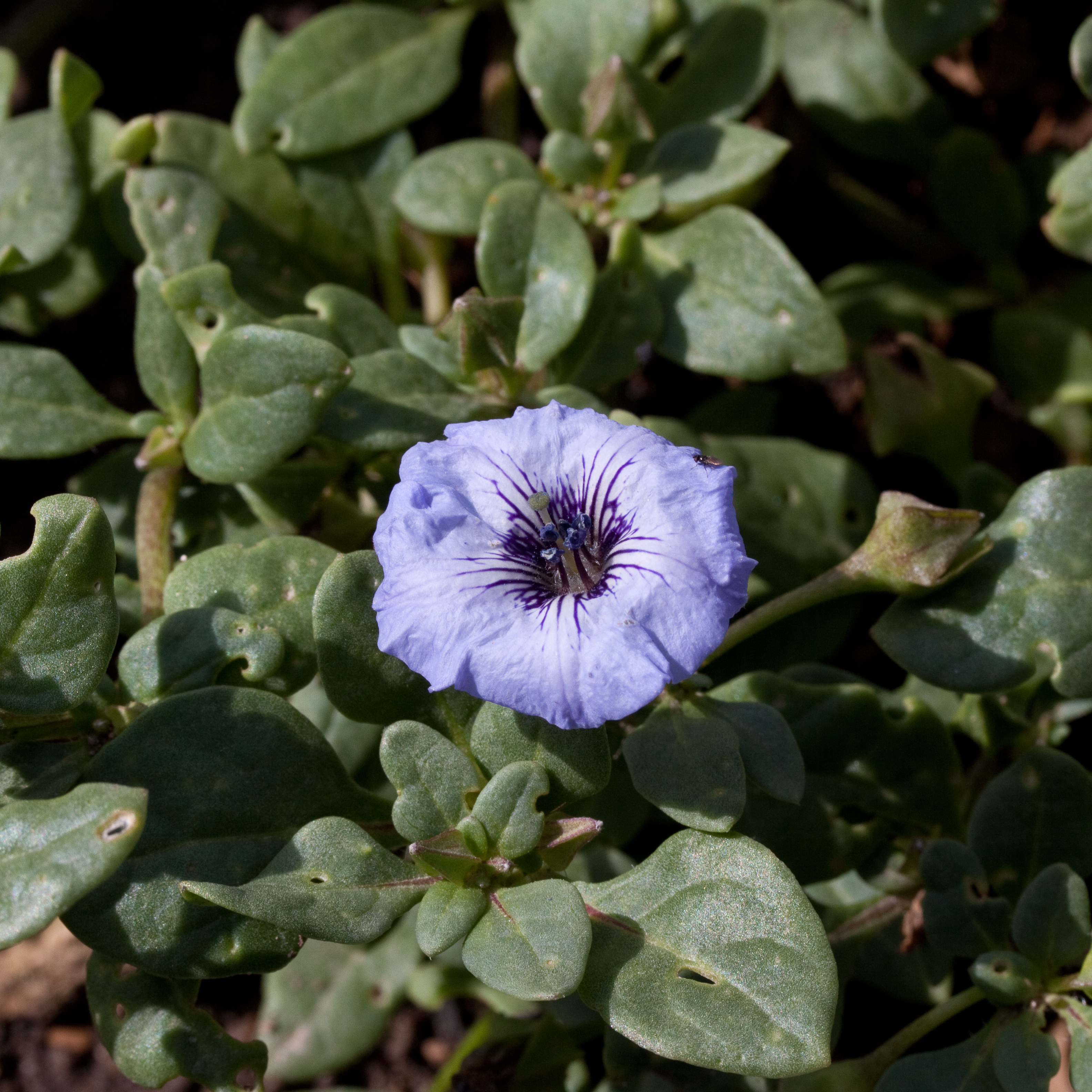